# جناح المناور

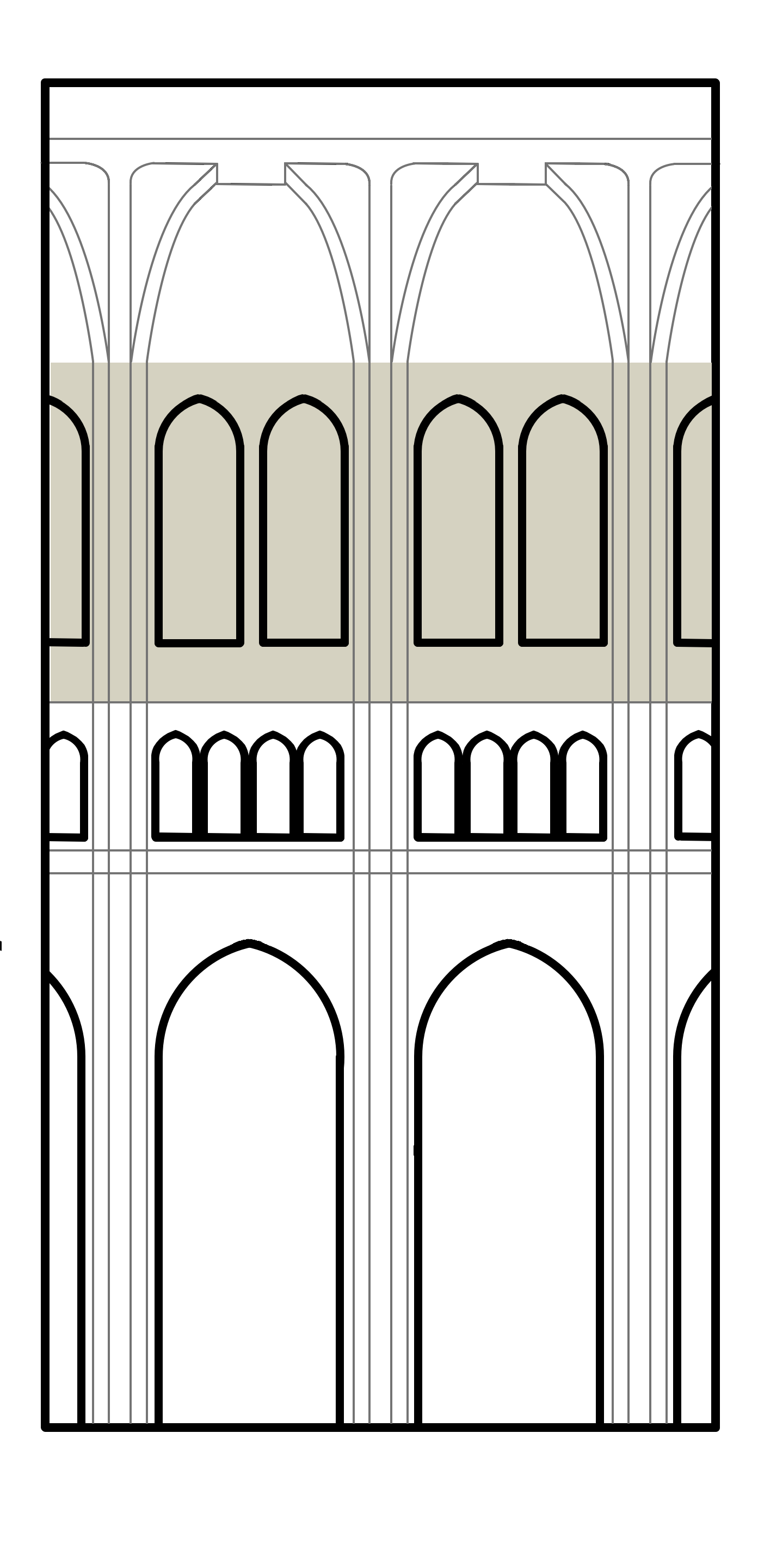
رسم إسقاط عامودي في كاتدرائية قوطية يبرز النوافذ العلوية

جناح المناور أو المَنور أو نوافذ علوية للإضاءة (بالإنجليزية: clerestory)‏ في العمارة هي قسم مرتفع من الجدار يحتوي على نوافذ فوق مستوى العين. والغرض منها هو إدخال الضوء أو الهواء النقي أو كليهما. تشير هذه النوافذ تاريخيًا إلى المستوى العلوي من كنيسة رومانية أو صحن كنيسة رومانية أو قوطية، والتي ترتفع جدرانها فوق خطوط السقف في الممرات السفلية ومثقوبة بالنوافذ. استُخدمت تصاميم مماثلة في مركبات النقل لتوفير إضاءة إضافية أو تهوية أو حيز للرؤوس.

## التاريخ

### العالم القديم
يبدو أن تقنية هذه النوافذ قد نشأت في معابد مصر القديمة. يظهر مبدء هذه النوافذ في المعابد المصرية، حيث أُضيئت قاعة الأعمدة من خلال الشقوق المثقوبة في بلاطات عمودية من الحجر. ظهر هذه النوافذ في مصر في وقت مبكر على الأقل في فترة العمارنة. أما في قصور الحضارة المينوسية في كريت مثل كنوسوس فقد استخدمت مناور إضاءة بالإضافة إلى هذه النوافذ. وقد استخدمت هذه النوافذ في العمارة الهلنستية في الفترات المتأخرة من الحضارة اليونانية القديمة. نفذالرومان هذه النوافذ في بازيليكا والحمامات والقصور الشبيهة بالبازيليكا.

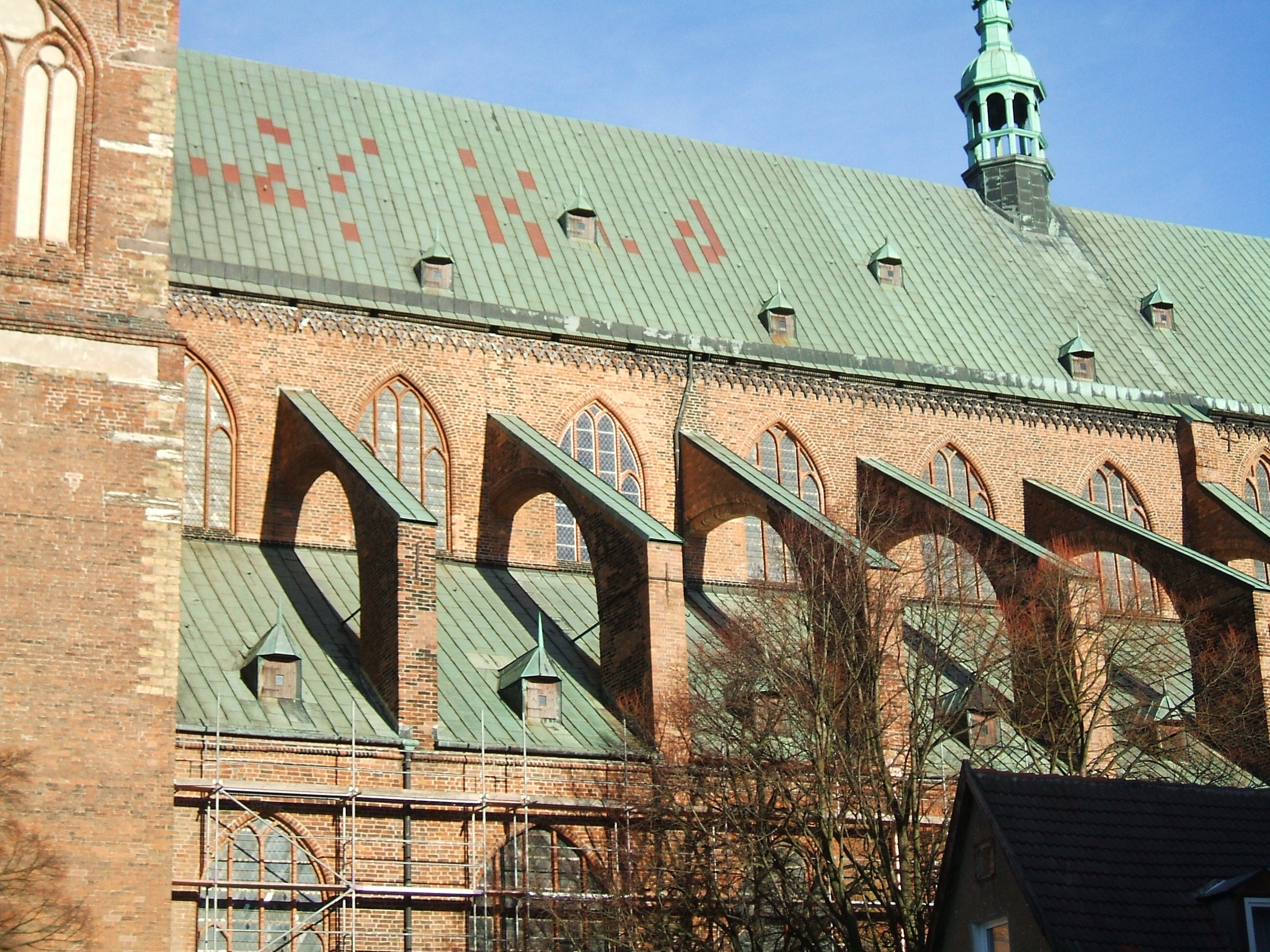
كنيسة القديس نيكولاي في شترالزوند- النوفذ العلوية في المستوى بين السقفين الأخضرين

### البازيليكا المسيحية والبيزنطية مبكرة
تستند الكنائس المسيحية المبكرة وبعض الكنائس البيزنطية، خاصة في إيطاليا، بشكل وثيق على البازيليكا الرومانية نوافذ علوية للإضائة.

### الفترة الرومانية
بُنيت العديد من الكنائس خلال الفترة الرومانية من شكل البازيليك في جميع أنحاء أوروبا. تحتوي العديد من هذه الكنائس على أسقف خشبية تحتها نوافذ علوية. أقدم هذه النوافذ الزجاجية الزجاجية التي لا تزال قائمة هي من أواخر القرن الحادي عشر، ووجدت في كاتدرائية أوغسبورغ

## نوافذ علوية حديثة للمباني الموفرة للطاقة
غالبًا ما تُعرّف النوافذ العلوية حديثا أنها نوافذ رأسية، تقع على جدران عالية، وتمتد لأعلى من خط السقف، مصممة للسماح للضوء والنسائم، دون المساس بالخصوصية. يغلب أن تُبنى مباني المصانع باستخدام هذه النوافذ. في بعض الأحيان تتواجد أيضًا في تصاميم المنازل الحديثة.
قد يكون لهذه النوافذ دور آخر حديثا مهم، إلى جانب الإضاءة النهارية والتهوية: حيث يمكن أن تكون جزءًا من استراتيجيات "التصميم وفق معطيات الطاقة الشمسية"، في المباني الموفرة للطاقة للغاية (منزل سلبي، مباني الطاقة الصفرية).

## في وسائل النقل

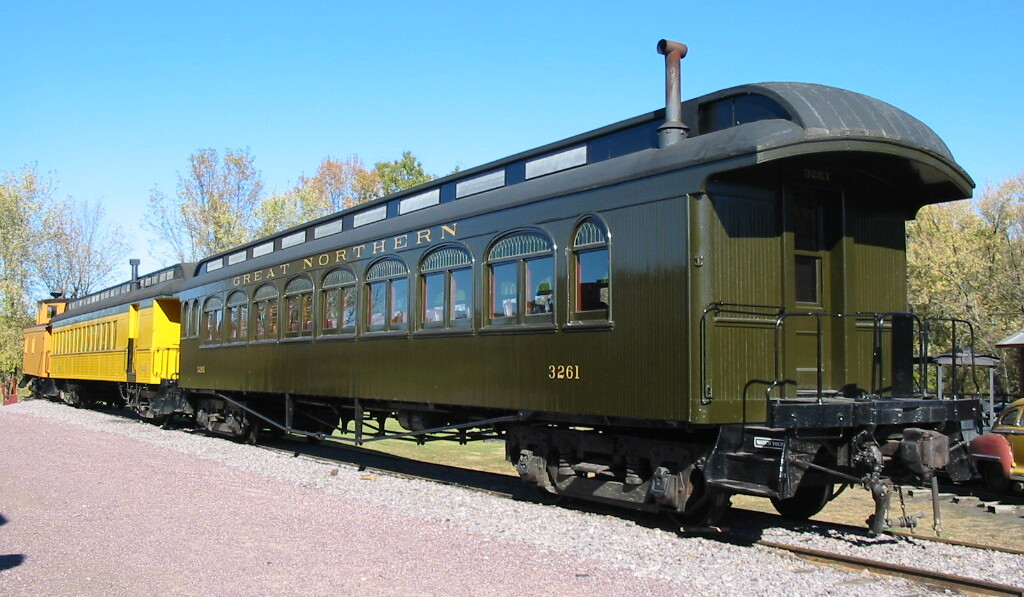
عربة قطار لها نوافذ علوية في متحف في نورث فريدوم (ويسكونسن)

- استخدمت أسقف نوافذ علوية في عربات السكك الحديدية من منتصف القرن التاسع عشر إلى الثلاثينيات.[6][7]
- استخدمت نوافذ علوية أيضا في الحافلات ذات الطابقين في سابقا، مما أعطى تهوية أفضل ومساحة للرؤوس في الممر المركزي، بالإضافة إلى إضاءة أفضل.[8]